# جينكي (شركة)

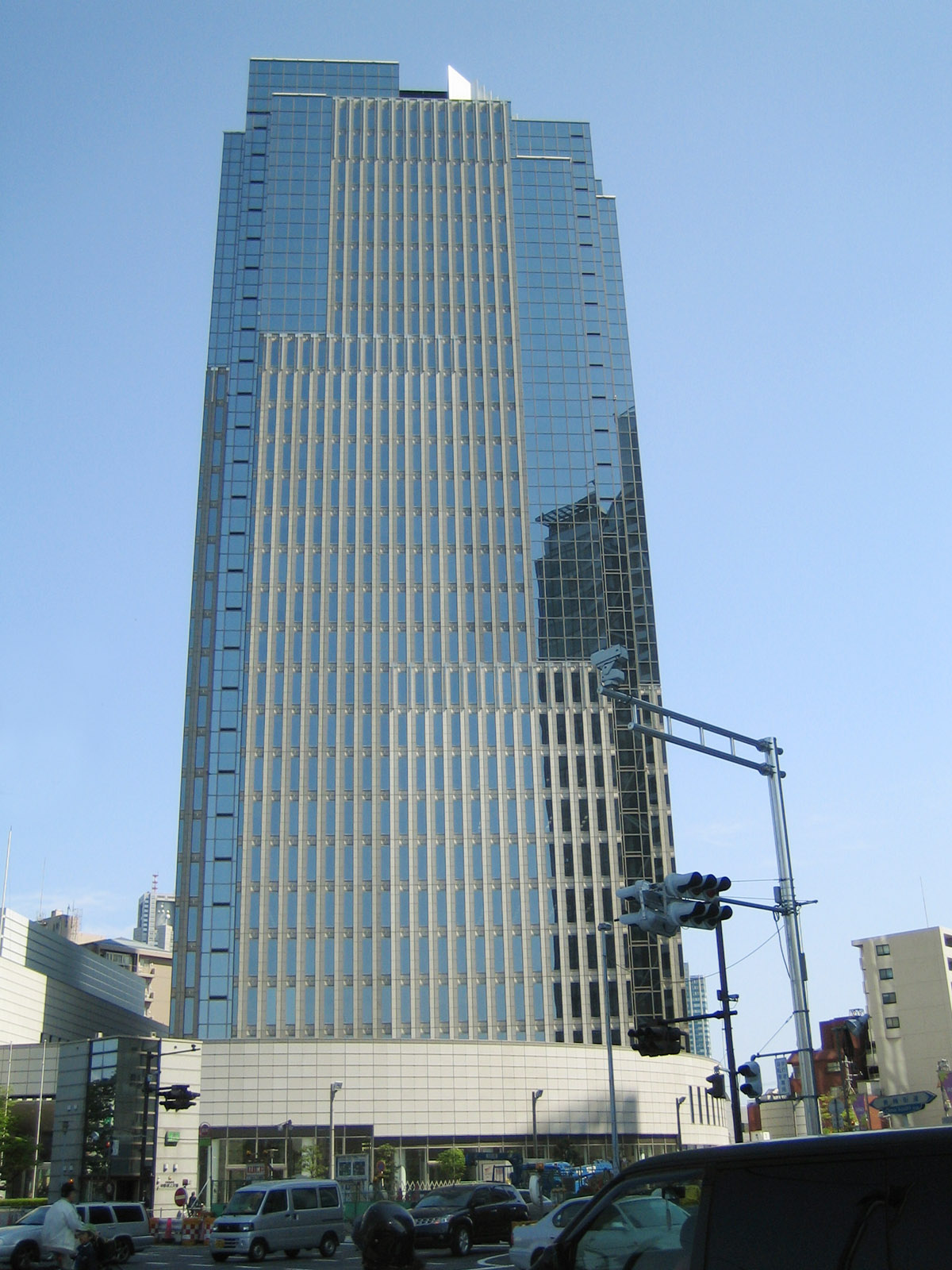
مقر الشركة في مبنى هارموني سكوير سنة 2006م

جينكي (بالإنجليزية: Genki Co., Ltd.)‏ (باليابانية: 元気株式会社) ، هي شركة يابانية لتطوير ألعاب الفيديو، أسست في شهر أكتوبر سنة 1990م في العاصمة اليابانية طوكيو.。